# Gilles Brulet
Gilles Brulet, né en 1958 au Raincy, est un poète français et cheminot.

## Biographie

### Famille et formation
Gilles Brulet est né en 1958 au Raincy (Seine-Saint-Denis).
Après une enfance passée dans une HLM de Poissy,, il suit des études jusqu'en Maths Sup qu'il abandonne pour la vie active.[réf. nécessaire]

### Carrière professionnelle
Gilles Brulet est cheminot, agent de la SNCF où il exerce les métiers d’atteleur, d’enrayeur, d’aiguilleur et de chef de triage.
Ses premiers poèmes sont publiés dans la revue cheminote Le Dévorant.
Il est membre du jury du concours littéraire des cheminots.

## Publications
Gilles Brulet est encouragé par Andrée Chedid, André Parinaud et Jacques Charpentreau.
Il publie une vingtaine d'ouvrages à compte d'éditeur et participe à de nombreuses anthologies jeunesse (Éditions Albin Michel, Milan, Nathan, Actes Sud, Gautier-Languereau...).
Ses ouvrages sont traduits dans plusieurs langues : Haïku, mon nounours (éditeur L'iroli, japonais), La rumeur du coffre à jouets (éditeur L'iroli, espagnol, anglais), Poèmes à l'air libre (arabe, portugais), La chambre des astres (italien), Comptines pour Dada (éditeur Hermès Paris, japonais, anglais).
Certains de ses poèmes ont paru dans des manuels scolaires (Poésies et jeux de langage, Retz 2003, Poésies du monde cycle 2, cycle 3, Hachette Éducation, Enseigner aujourd'hui, Bordas 2009, Les mots aiment les poèmes, Nathan 2009, Chut...je lis, Hachette éducation 2014).
Il emprunte parfois le pseudonyme anagrammatique de Gus Lebrillet.

### Poésie
- Au chaud de toi (Maison Rhodanienne de Poésie 1989)
- Poèmes à l'air libre (Hachette Jeunesse collection Fleur d'encre 1996 illustré par Bruno Mallart)
Commentaire dans l'ouvrage Vous avez dit contemporain ? : enseigner les écritures d'aujourd'hui de Jean-Luc Bayard [lire en ligne]
- Autres Véroniques (Encres vives 1997)
- L'enfant sur le cœur (Encres vives 1998)
- Maman m'aime (Épi de Seigle 1998)
- Arbre savant (Cahiers Froissart 1999)
- Dans l'œil de Venise (Commune mesure 2000)
- Mon frère le poète (Donner à voir 2001)
- Avec des ailes (Le dé bleu 2001)
- Les loups donnent de la voix (écrit avec Jean-Claude Touzeil, illustrations Patrick Guallino, SOC & FOC 2004)
- Hibou chez les nounours (Pluie d'Étoiles 2004, illustré par Elsa Huet)
- Été village (Écho optique 2006)
- En poème ce monde (Éditions du Rocher 2006 collection Lo païs d'enfance illustrations de Gilles Bourgeade)
- Mon ombre (Les Adex 2009 illustré par les enfants du centre de loisir de Vignacourt Somme)
- Un instant face à face (écrit avec Philippe Quinta[5], Association pour la promotion du haïku 2009)
- Haïku, mon nounours (L'iroli 2010, illustré par Chiaki Miyamoto)
- La chambre des astres (SOC & FOC 2010, illustré par Brunella Baldi)
Commentaire en ligne : association REEL(Recherche à l’École pour Écrire et Lire) [lire en ligne]
- Tétracordes (SOC & FOC 2014, écrit avec Liska, Michel Lautru, Jean-Claude Touzeil, illustré par Agnès Rainjonneau)
- Haïkus d'enfant et de rainette (L'iroli 2014[5], illustré par Chiaki Miyamoto)
- Es-tu mon frère ? (Donner à voir 2016[5], illustré par Laurent Corvaisier)
- Le reflet des nuages (Tapuscrits 2019[5], écrit avec Damien Gabriels illustré des photos de Damien Gabriels et de Gilles Brulet)  (ISBN 979-1-09441-848-2)

### Presse jeunesse
- Combien de temps ? (Histoires pour les petits no 35 octobre 2005 Milan presse)
- Plume de hibou (Histoires pour les petits no 42 mai 2006 Milan presse)
- Un poète dans la classe (Mes premiers j'aime lire no 147 novembre 2014, Bayard presse, [voir en ligne] traduit en chinois.
- L'école s'affole ! (Mes premiers j'aime lire no 169 septembre 2016 Bayard presse)
- L'étonnant Monsieur Tout (Mes premiers j'aime lire no 206 octobre 2019 Bayard presse)
- Le rêve de Noé (J'aime lire No 531 Avril 2021 Bayard presse)

### Romans Jeunesse
- Le rêve de Noé (Bayard éditions 2023 collection J'aime lire poche)

## Distinctions
- 1995 : prix national de Poésie Jeunesse du ministère de la Jeunesse et des Sports et de La maison de poésie de Paris pour son manuscrit Poèmes à l'air libre[5]
- 1999 : prix Froissart pour Arbre savant
- 2001 : prix nature et vie rurale pour Été village
- 2006 : sélection pour le prix des explorateurs pour Avec des ailes
- 2007 : sélection pour le prix poésie des lecteurs Lire et faire lire pour En poème ce monde
- 2007 : sélection sur liste de référence des ouvrages de littérature jeunesse du ministère de l’Éducation nationale pour Mon frère le poète
- 2009 : prix du haïku pour Un instant face à face[5]
- 2019 : prix de poésie Pierre et soleil pour le poème L'abordage écrit sous le pseudonyme de Gus Lebrillet. Poème gravé sur une stèle permanente érigée sur la Place de la fontaine à Saint-Saturnin-de-Lucian (34)

## Pour approfondir